# Qasigiannguit
Qasigiannguit (duń. Christianshåb) – miasto na Grenlandii (terytorium autonomiczne Danii), w gminie Qaasuitsup. Zostało założone w roku 1734. Ślady osadnictwa sięgają 4000 lat wstecz.
Według danych oficjalnych liczba mieszkańców w 2011 roku wynosiła 1217 osób.